# ابراهیما ندای (بازیکن فوتبال قطری)
ابراهیما ندای (انگلیسی: Ibrahima Nadiya؛ زادهٔ ۱۱ مارس ۱۹۸۵) یک بازیکن فوتبال اهل قطر است و در لیگ برتر ایران بازی می کند.

## باشگاهی
از باشگاه‌هایی که در آن بازی کرده‌است می‌توان به الریان، الخور، ام صلال، الخور، باشگاه فوتبال الشحانیه وباشگاه فوتبال استقلال تهران اشاره کرد.

## تیم ملی
وی همچنین در تیم ملی فوتبال قطر بازی کرده‌است.